# کتاب میکاه
کتاب میکاه (به انگلیسی: Book of Micah) نام یکی از کتاب‌های انبیای بنی اسرائیل است این کتاب در مجموعه کتاب مقدس، به نام او می‌باشد کتاب میکاه سی و سومین کتاب از مجموعه کتاب مقدس به شمار می‌رود و در ردیف کتاب‌های عهد قدیم به شمار می‌آید و ششمین کتاب از مجموعه "انبیای کوچک" محسوب می‌شود.